# Protoptila cardela
Protoptila cardela är en nattsländeart som beskrevs av Martin E. Mosely 1954. Protoptila cardela ingår i släktet Protoptila och familjen stenhusnattsländor. Inga underarter finns listade i Catalogue of Life.